# A.S. Bisceglie Calcio 1913
Associazione Sportiva Bisceglie Calcio 1913, thường được gọi là Bisceglie, là một câu lạc bộ bóng đá hiệp hội Ý có trụ sở tại Bisceglie, Apulia.

## Lịch sử
Associazione Sportiva Bisceglie Calcio 1913 được thành lập năm 1913.
Câu lạc bộ đã chơi 4 mùa ở Serie C và 12 ở Serie C2.

### Coppa Italia Dilettanti
Trong mùa giải 2011-12, câu lạc bộ đã giành chiến thắng:
- liên_kết= Coppa Italia Dilettanti 2011-12, thăng hạng trực tiếp tới Serie D,[2] đánh bại Pisa ASD 2-1, một đội từ Eccellenza Tuscany Group A.[3][4]
- Coppa Italia Puglia.

## Màu sắc và huy hiệu
Trang phục của đội có sọc đen và xanh.

## Danh hiệu
- Serie D:
  - Nhà vô địch (3): 1957-58, 1959 -60, 1985-86
- liên_kết= Coppa Italia Dilettanti:
  - Nhà vô địch (1): 2011-12
- Coppa Italia Apulia khu vực:
  - Nhà vô địch (1): 2011-12